# Foetorepus masudai
Foetorepus masudai är en fiskart som beskrevs av Nakabo, 1987. Foetorepus masudai ingår i släktet Foetorepus och familjen sjökocksfiskar. Inga underarter finns listade i Catalogue of Life.